# Toruń

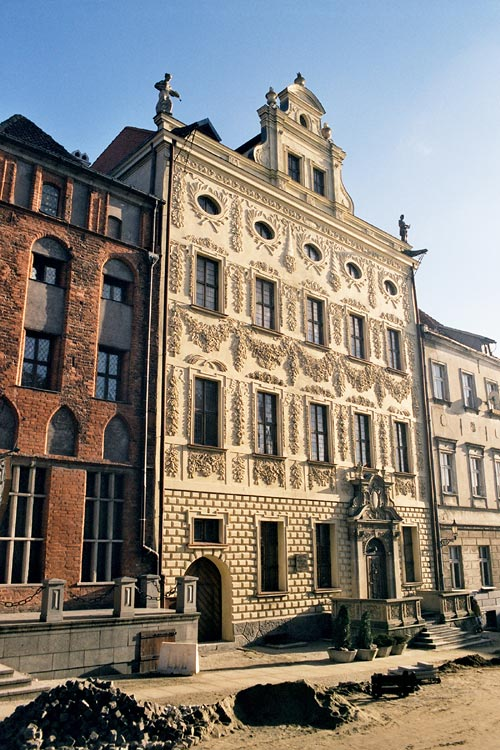
Paleis van Dąbski

Toruń (IPA: ˈtɔruɲ luisterenⓘ) (Duits: Thorn) is een stad in het noorden van Polen aan de rivier de Wisła (Duits: Weichsel). Het is de voornaamste stad van het historische Kulmerland (Ziemia chełmińska) en zetel van het regionale parlement van de provincie Koejavië-Pommeren. De goed geconserveerde historische binnenstad staat sinds 1997 op de Werelderfgoedlijst van de UNESCO. Het is de geboorteplaats van Copernicus en is sinds 1945 een universiteitsstad. Tegenwoordig telt de stad ongeveer 30.000 studenten. Verder is de stad een Hanzestad.

## Geschiedenis
In de omgeving van Toruń is door archeologen een eerste nederzetting van de Lausitzcultuur gedateerd op 1100 v.Chr. Gedurende de vroege middeleeuwen lag er een door houten en aarden wallen omringde slavische nederzetting Toruń bij een doorwaadbare plaats in de Wisła. Tussen 966 en 1220 was deze onderdeel van het koninkrijk Polen, geregeerd door de Piasten-dynastie.
Het Kulmerland, de streek rond Toruń, werd in 1225 door de Poolse hertog Koenraad I van Mazovië aan de Duitse Orde toegekend om als buffer te fungeren tegen invallen van de Pruisen. In 1231 stichtte de Duitse Orde 7,5 km westelijk van de huidige stad Toruń een nederzetting (Alt-Thorn/Stary Toruń, het huidige stadsdeelStarotoruńskie Przedmieście) die vanwege overstromingsgevaar in 1236 verplaatst werd naar de huidige plek. 

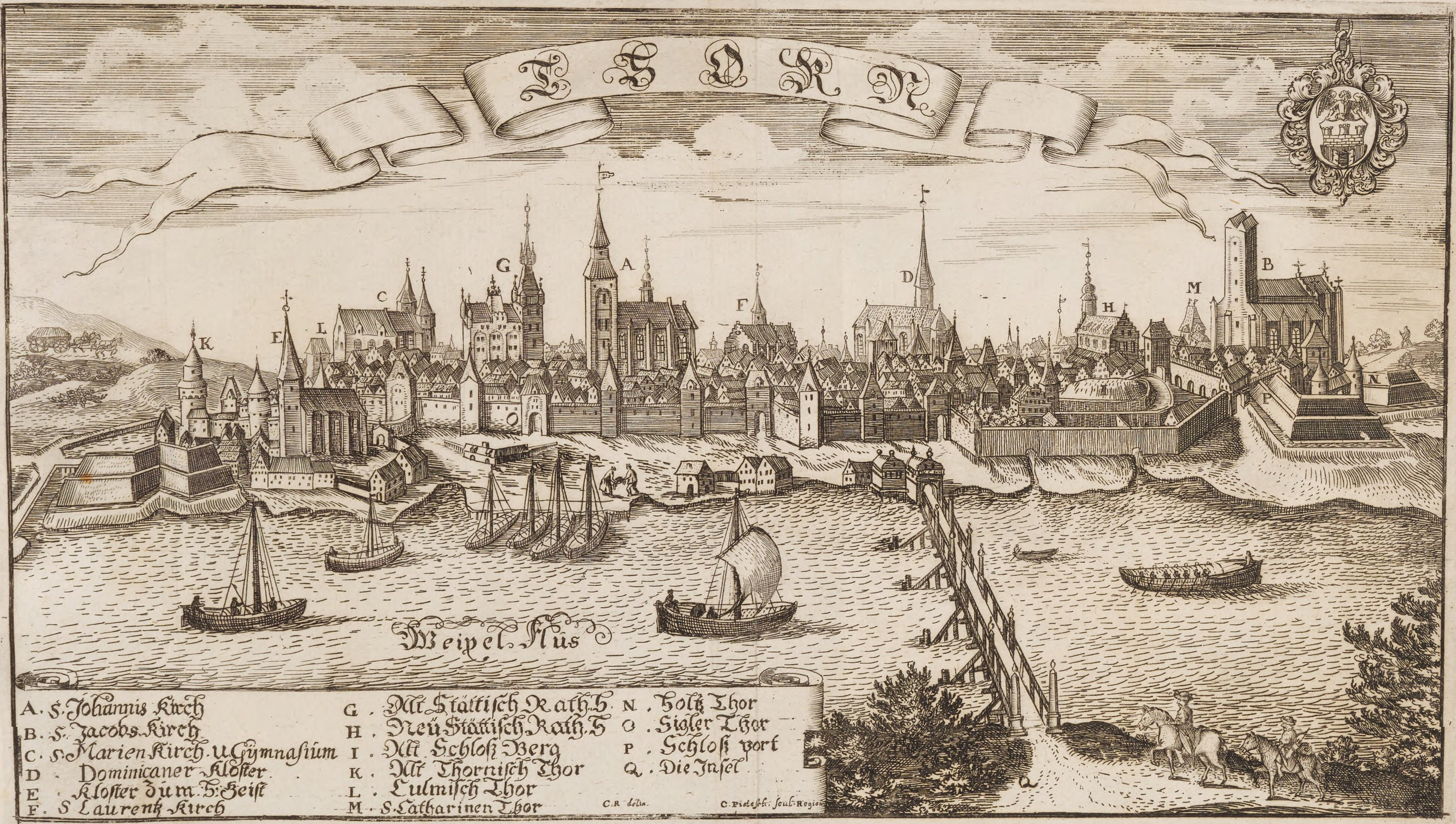
Gezicht op Thorn in 1684

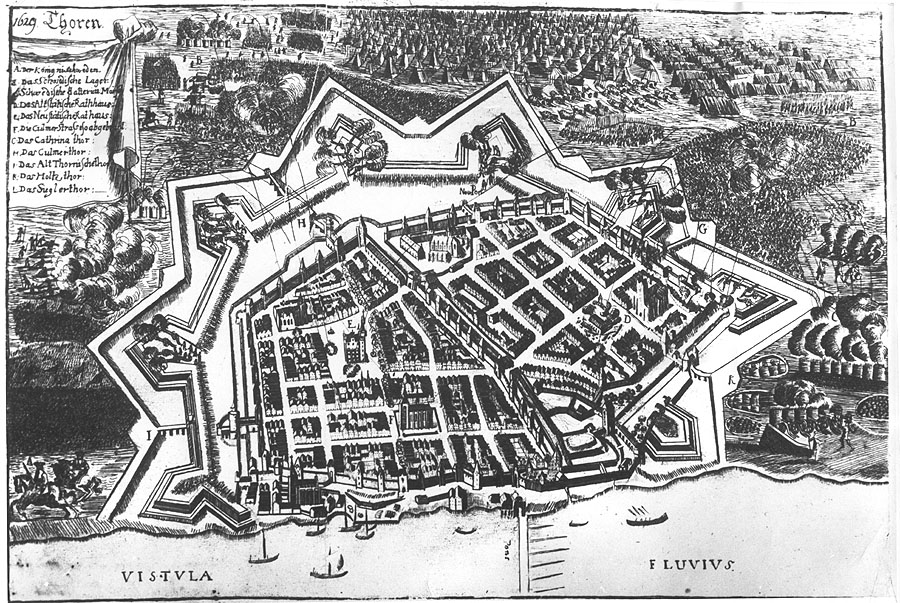
Plattegrond van Thorn uit 1703

In 1367 trad Thorn toe tot het verbond van de Hanzesteden en daarmee kon de stad zich onafhankelijker tegenover de centralistische Duitse Orde opstellen. Dat riep spanningen op die leidden tot een opstand van vele steden met Danzig (Gdańsk), Elbing (Elbląg) en Thorn (Toruń) voorop. Zij verenigden zich in de Pruisische Bond en zochten steun bij de Poolse koning die hij graag verleende om zijn macht in Pruisen te kunnen vestigen. In 1411 werd de strijd voorlopig ten nadele van de Orde besloten met de toekenning van een grotere autonomie voor de steden. Inmiddels was Thorn door Danzig in macht en rijkdom voorbijgestreefd waarmee die laatste stad de leiding nam in de definitieve krachtmeting met de Duitse Orde. Thorn brak in 1454 de burcht van de Orde af en heette de Poolse koning feestelijk welkom, met als tegenprestatie de erkenning van de stedelijke autonomie. Na de Dertienjarige Oorlog werd de Duitse Orde in 1466 door de verenigde legers onder leiding van de Poolse koning definitief verslagen en moest zij bij de Tweede Vrede van Thorn de westelijke helft van haar gebied - West-Pruisen, voortaan ’koninklijk Pruisen’ genaamd - aan de Poolse koning afstaan. 
Binnen het Poolse koninkrijk behielden de West-Pruisische steden en de Landdag (parlement) van West-Pruisen, aanvankelijk hun autonomie. Gaandeweg werd het meer Pools en werd verloor het lutheranisme zijn positie. Op koninklijk gezag werd aan het einde van de 16e eeuw in Polen de contrareformatie doorgevoerd. Grotere steden Elbing en Danzig waren sterk genoeg om hun lutherse karakter te behouden. In Thorn kwamen na 1595 op koninklijk gezag alle kerken op een na in handen van de katholieke minderheid. Naast het lutherse gymnasium werd een tweede, door jezuïeten geleide, academie opgericht. Door deze ontwikkelingen werd de stadsgemeenschap gespleten. In 1710 sprak in Toruń 65% van de inwoners Pools, 33% Duits en 2% andere talen. De spanningen tussen lutheranen en rooms-katholieken kwamen in 1724 tot een gewelddadige uitbarsting, waarbij de studenten van beide onderwijsinstellingen elkaar tijdens een processie te lijf gingen en de lutheranen het jezuïetenklooster bestormden. Twee burgemeesters en twaalf raadsleden werden hiervoor door de Poolse koning verantwoordelijk gesteld en om een voorbeeld te stellen onthoofd. In de Duitse geschiedenis leeft dit gebeuren voort als "Thorner Blutgericht". Hierna kregen de katholieken en de luthersen evenveel zetels in de stadsraad. In het verdere verloop van de 18e eeuw deelde de stad in de ernstige economische neergang van Polen. 
Bij de Tweede Poolse Deling in 1793 werd Toruń geannexeerd door het koninkrijk Pruisen. Hierdoor verkreeg de Duitstalige en lutherse burgerij de politieke macht. De economische neergang van de 18e eeuw herstelde hiermee niet. Rond 1800 woonden er nog ca. 5.500 inwoners, waarmee Thorn zich in West-Pruisen tot de grotere steden mocht rekenen. De stad was weinig meer dan een belangrijke garnizoensplaats aan de grens met het Keizerrijk Rusland, dat tijdens de Poolse delingen de centrale delen van Polen had geannexeerd. In 1870 werd Pruisen deel van het Duitse Keizerrijk. 
De aansluiting op het spoorwegnet in 1861 (de Preußische Ostbahn van Berlijn naar Koningsbergen) zou nieuwe economisch vooruitgang brengen. Dit evenaarde echter niet de middeleeuwse glorietijd, zoals in de oude binnenstad duidelijk te zien was. In 1830 was de bevolking verdubbeld tot 11.000. Aan het einde van de 19de eeuw telde zij ca. 45.000 inwoners.
In 1919 werd de provincie West-Pruisen, als woiwodschap (provincie) Wielkopomorskie opnieuw bij Polen gevoegd en onderdeel van de Poolse corridor. Thorn, nu Toruń, werd de hoofdstad van deze provincie in plaats van Danzig, dat tot een soevereine vrijstaat was verklaard. Een deel van de Duitstalige bevolking verhuisde naar Duits gebleven gebieden. Polen namen hun opengevallen plaatsen in en in korte tijd verdubbelde de bevolking. In 1939 werd Toruń, na de inval in Polen, door nazi-Duitsland ingelijfd en onder SS-bezettingsregime geplaatst. Dat betekende een terreur waarvoor de Poolse bovenlaag vluchtte, werd vermoord of uitgewezen en vervangen door Duitse ambtenaren en militairen. In de nabijheid verrees een concentratiekamp. In begin 1945 nam het Rode Leger de stad in, evenwel als ‘Poolse stad’ en dat betekende dat het middeleeuwse centrum gespaard bleef voor een vernietiging, die onder andere Danzig en Elbing als 'Duitse steden' wel moesten ondergaan. De Duitse bevolking vluchtte of kwam om. De Poolse universiteit van Wilno (Vilnius) in Litouwen, een stad die Polen aan de Sovjet-Unie moest afstaan, werd overgeplaatst naar Toruń.

## Recreatie en uitgaansleven
- Toruń is gelegen aan de Europese wandelroute E11 die loopt van Scheveningen via Duitsland, Polen en de Baltische staten naar Tallinn. Ter plaatse komt de route uit het zuidwesten vanaf Gniewkowo via Cierpice en de Wisła, kruist de rivier, vervolgt langs de rivier en verlaat via de wijk Kaszczorek de stad in zuidoostelijke richting naar Złotoria.
- Toruń heeft net zoals vele Poolse steden en andere studentensteden een levendig uitgaansleven, vooral geconcentreerd op en rondom de Rynek, ofwel de Markt.
- In Toruń vindt het internationaal theaterfestival 'Kontakt' plaats. In 2009 won de Nederlandse actrice Halina Reijn van Toneelgroep Amsterdam daar een prijs voor haar solovoorstelling 'La voix humaine' van Jean Cocteau.

## Bezienswaardigheden
Het stadscentrum huisvest diverse musea, die frequent door toeristen bezocht worden. Andere bezienswaardigheden zijn:
- Kasteel van Toruń
- Oudestadsraadhuis van Toruń

## Geboren in Thorn / Toruń
- Nicolaus Copernicus (1473-1543), wiskundige, arts en astronoom.
- Samuel Luther von Geret (1730-1797), luthers theoloog, rechtsgeleerde en politicus.
- Samuel Thomas von Soemmerring (1755-1830), arts en antropoloog, werkzaam in München.
- Samuel Bogumil Linde (1771-1847), Pools taalgeleerde en verlichter, werkzaam in Warschau.
- Leopold Friedrich Prowe (1821-1887), eerste biograaf van Copernicus.
- Salomon Kalischer (1845-1924), componist en natuurkundige, werkzaam in Berlijn.
- Julie Wolfthorn (1864-1944), portretschilderes en feministe, werkzaam in Berlijn, vanwege haar Joodse afkomst gedeporteerd.
- Hermann Rauschning (1887-1982), nationaalsocialistisch politicus in Danzig, schreef het geruchtmakende boek Gespräche mit Hitler waarvan de authenticiteit betwijfeld wordt, vluchtte, nadat hij met de partij gebroken had, naar Zwitserland en de VS.
- Johanna Alexandra Jacobi (1896-1990), experimenteel fotografe, werkzaam in Berlijn, vluchtte voor de nazi's naar de VS.
- Gerhard Uhde (1902-1980), Duits schrijver.
- Tony Halik (1921-1998), Pools journalist en filmregisseur.
- Kazimierz Serocki (1922-1981), Pools componist.
- Werner Böhm (1941-2020), schlagerzanger en muzikant
- Adriana Szymańska (*1943), Pools schrijver en dichter.
- Hermann Kinder (1944-2021), Duits schrijver en literatuurwetenschapper.
- Jadwiga Rappé (1952-2025), zanger
- Michał Gołaś (*1984), wielrenner
- Mr. Polska (*1989), Nederlands-Pools rapper.
- Piotr Parzyszek (*1993), betaald voetballer.

## Sport
De sportaccomudatie  Arena Toruń vindt er plaats.
- Angels Toruń - American football
- Elana Toruń - voetbal
- Pomorzanin Toruń - jockey
- Pierniki Toruń - basketbal
- Unibax Toruń - speedway
- Michael Kwiatkowski - wereldkampioen wielrennen 2014

## Partnersteden
- Hämeenlinna (Finland)
- Leiden (Nederland), sinds 1988
- Göttingen (Duitsland)